# ウォーフロント
ウォーフロント（War Front　2002年2月11日 - ）は、アメリカ合衆国で生産・調教された競走馬・種牡馬。
現役時代はGI未勝利であったが、種牡馬として大きな成功を収め、「ダンジグ晩年の傑作」と呼ばれるまでに至った。

## 経歴
各競走の出典については競走成績の節を参照。

### 現役時代
2004年の年末にリチャード・ミグリオーレを鞍上にデビューするが7着に完敗。2歳時はこの1戦だけで、年明け1月にもう一走するがこちらも3着に敗北。
3戦目は夏の終わりの8月31日。騎手をホセ・サントスに代えて出走し、11馬身差を着けての初勝利を挙げた。その後、一般競走・リステッドを2連勝してディスカバリーハンデキャップ（G3）に挑戦するも6着。3歳シーズンは6戦3勝で終わる。
4歳シーズン年明けからミスタープロスペクターハンデキャップ（G3）・デピュティミニスターハンデキャップ（G2)・トムフールハンデキャップ（G2)とグレードレースを3戦するが、いずれも2着に終わる。更にアルフレッド・G・ヴァンダービルトハンデキャップ（G2）に出走。1番人気にこたえて逃げ切り勝ちを収める。
勢いに乗ってフォアゴーステークス・ヴォスバーグステークスと続けてG1に挑戦するもここでも2回連続の2着に終わる。そしてブリーダーズカップ・スプリントに挑むも勝ったソーズエコーから7馬身差を付けられての6着に完敗。これで現役を引退し、クレイボーンファームにて種牡馬入りすることとなった。初年度の種付け料は12500ドル。

### 競走成績
| 出走日       | 競馬場             | 競走名                  | 格  | 頭数 | 人気 | 着順 | 騎手           | 斤量（ポンド） | 距離  | 馬場状態 | タイム  | 着差     | 1着（2着）馬          | 出典        |
| ------------ | ------------------ | ----------------------- | --- | ---- | ---- | ---- | -------------- | -------------- | ----- | -------- | ------- | -------- | --------------------- | ----------- |
| 2004年.12.18 | アケダクト         | メイデン                |     | 11頭 | 3人  | 7着  | R.ミグリオーレ | 120            | D6F   | 速       | ―       | 7 1/2身  | Diamond Wildcat       | [ Race 1 ]  |
| 2005年. 1.16 | アケダクト         | メイデン                |     | 9頭  | 1人  | 3着  | R.ミグリオーレ | 120            | D8F   | 速       | ―       | 6身      | Tashdeed              | [ Race 2 ]  |
| 8.31         | アケダクト         | メイデン                |     | 6頭  | 3人  | 1着  | J.サントス     | 119            | D6F   | 不良     | 1.09.68 | 11 1/2身 | （Master Command）    | [ Race 3 ]  |
| 9.18         | ベルモントパーク   | アローワンス            |     | 5頭  | 1人  | 1着  | J.サントス     | 121            | D6F   | 速       | 1.09.31 | 6身      | （Stars Above）       | [ Race 4 ]  |
| 10.1         | ベルモントパーク   | プリンスレットS         |     | 5頭  | 1人  | 1着  | J.サントス     | 116            | D8.5F | 稍重     | 1.41.79 | 6身      | （Skagway）           | [ Race 5 ]  |
| 10.29        | ベルモントパーク   | ディスカヴァリーH       | G3  | 11頭 | 2人  | 6着  | J.サントス     | 115            | D8.5F | 速       | ―       | 6 3/4身  | Magna Graduate        | [ Race 6 ]  |
| 2006. 1. 7   | ガルフストリーム   | ミスタープロスペクターH | G3  | 8頭  | 2人  | 2着  | J.サントス     | 115            | D6F   | 速       | ―       | クビ     | Gaff                  | [ Race 7 ]  |
| 2. 5         | ガルフストリーム   | デピュティミニスターH   | G3  | 7頭  | 1人  | 2着  | J.ヴェラスケス | 115            | D6.5F | 稍重     | ―       | 1身      | Universal Form        | [ Race 8 ]  |
| 7.16         | ベルモントパーク   | トムフールH             | G2  | 6頭  | 3人  | 2着  | J.ヴェラスケス | 115            | D7F   | 速       | ―       | クビ     | Silver Train          | [ Race 9 ]  |
| 8.12         | サラトガ           | AGヴァンダービルトBCH   | Ｇ2 | 6頭  | 1人  | 1着  | J.サントス     | 115            | D6F   | 速       | 1.10.21 | 2 1/2身  | （Judiths Wild Rush） | [ Race 10 ] |
| 9. 2         | サラトガ           | フォアゴーS             | G1  | 11頭 | 2人  | 2着  | J.サントス     | 121            | D7F   | 速       | ―       | 2 1/4身  | Pomeroy               | [ Race 11 ] |
| 10. 7        | ベルモントパーク   | ヴォスバーグS           | G1  | 5頭  | 3人  | 2着  | J.サントス     | 124            | D6F   | 速       | ―       | 2 3/4身  | Henny Hughes          | [ Race 12 ] |
| 11. 4        | チャーチルダウンズ | BCスプリント            | G1  | 14頭 | 6人  | 7着  | J.サントス     | 126            | D6F   | 速       | ―       | 7 1/4身  | Thor's Echo           | [ Race 13 ] |

## 種牡馬時代
現役時代は「勝ちきれない馬」という印象が強く、馬体も小さかったことから、種牡馬入り当初の評価は高くなかった。初年度こそ75頭の産駒が生まれたが、3年後には41頭にまで減少。2016年には産駒の活躍で20万ドルにまで高騰する種付け料も、当時は1万ドルまで下げても交配馬を見つけることが難しかった。
2010年より産駒がデビューすると、初年度産駒の中からサマーソワレが2011年のデルマーオークスに勝利してG1初勝利。初年度産駒から3頭のG1馬が誕生。さらに2年目産駒のデクラレーションオブウォーが英G1を2勝する活躍でヨーロッパでもその価値が認められた。その後も多数のG1馬を輩出し、当初の12500ドルの20倍となる25万ドルで供用されている。後継種牡馬としてはザファクターが2016年から、デクラレーションオブウォーが2017年から産駒がデビューしており、両馬とも1年目からG1馬を送り出し、まずは順調なスタートを切っている。

### 主な産駒
パート1国のG1馬のみ
- 2008年産
  - ザファクター（The Factor）- パットオブライエンステークス（米G1）7F・マリブステークス（米G1）7F
  - サマーソワレ（Summer Soiree）-  デルマーオークス （米G1）9F
  - データリンク （Data Link） - メーカーズ46マイルSステークス （米G1）8F
- 2009年産
  - デクラレーションオブウォー （Declaration of War） - クイーンアンステークス（英G1）8F・ インターナショナルステークス（英G1）10F56Y
- 2010年産
  - ジャックミルトン （Jack Milton） - メーカーズ46マイルステークス（米G1）8F
  - ラインズオブバトル （Lines of Battle） - 香港チャンピオンズ&チャターカップ（香港G1）12F
- 2011年産
  - ウォーコマンド （War Command） - デューハーストステークス（英2歳G1）7F
- 2012年産     
  - アヴェンジ （Avenge） - ロデオドライブステークス（米G1）10F 2回
  - ピースアンドウォー （Peace and War）- アルシバイアディーズステークス（米2歳牝G1）8.5F
- 2013年産
  - エアフォースブルー （Air Force Blue）-  2015年カルティエ賞最優秀2歳牡馬・フェニックスステークス（愛G1）・ ナショナルステークス（英G1）6F・ デューハーストステークス（英G1）7F
  - ヒットイットアボム （Hit It a Bomb） - BCジュヴェナイル・ターフ（米G1）8F
  - アメリカンペイトリオット （American Patriot） - メーカーズ46マイルステークス（米G1）8F
  - ウォーフラッグ （War Flag） - フラワーボウルステークス（米G1）10F
- 2014年産
  - ローリーポーリー （Roly Poly） - ロートシルト賞（仏G1）1600m・サンチャリオットステークス（英G1）8F
  - ブレイヴアンナ （Brave Anna）- チェヴァリーパークステークス（英2歳牝G1）6F
  - ランカスターボマー （Lancaster Bomber）- タタソールズゴールドカップ（愛G1）10F110Y
  - ホームズマン（Homesman） - アンダーウッドステークス、オーストラリアンカップ
- 2015年産     
  - ユーエスネイビーフラッグ (U S Navy Flag） - 2017年 カルティエ賞最優秀2歳牡馬・ミドルパークステークス（英G1）・ デューハーストステークス（英G1）6F・ジュライカップ(英GI)6F
  - シビルユニオン（Civil Union）- フラワーボウルステークス（米G1）10F
- 2016年産
  - オマハビーチ (Omaha Beach) - アーカンソーダービー（米G1）・マリブステークス（米G1）
  - ウォーオブウィル(War of Will) - プリークネスステークス（米G1）
  - ハラデイ（Halladay）- フォースターデイヴハンデキャップ（米G1）
- 2019年産
  - アナポリス(Annapolis) - クールモアターフマイルステークス（米G1）
  - フルカウントフェリシア(Full Count Felicia) - E.P.テイラーステークス（加G1）
  - フォートワシントン(Fort Washington) - アーリントンミリオンステークス（米G1）

## 血統表
| War Frontの血統   | War Frontの血統                | War Frontの血統                | （血統表の出典）               | （血統表の出典） |
| 父系              | ダンジグ系                     | ダンジグ系                     | ダンジグ系                     |                  |
| 父 Danzig         | 父の父Northern Dancer          | Nearctic                       | Nearco                         | Nearco           |
| 父 Danzig         | 父の父Northern Dancer          | Nearctic                       | Lady Angela                    |                  |
| 父 Danzig         | 父の父Northern Dancer          | Natalma                        | Native Dancer                  | Native Dancer    |
| 父 Danzig         | 父の父Northern Dancer          | Natalma                        | Almahmoud                      |                  |
| 父 Danzig         | 父の母Pas de Nom               | Admiral's Voyage               | Crafty Admiral                 | Crafty Admiral   |
| 父 Danzig         | 父の母Pas de Nom               | Admiral's Voyage               | Olympia Lou                    |                  |
| 父 Danzig         | 父の母Pas de Nom               | Petitioner                     | Petition                       | Petition         |
| 父 Danzig         | 父の母Pas de Nom               | Petitioner                     | Steady Aim                     |                  |
| 母 Starry Dreamer | 母の父Rubiano                  | Fappiano                       | Mr.Prospector                  | Mr.Prospector    |
| 母 Starry Dreamer | 母の父Rubiano                  | Fappiano                       | Killaloe                       |                  |
| 母 Starry Dreamer | 母の父Rubiano                  | Ruby Slippers                  | Nijinsky                       | Nijinsky         |
| 母 Starry Dreamer | 母の父Rubiano                  | Ruby Slippers                  | Moon Glitter                   |                  |
| 母 Starry Dreamer | 母の母Lara's Star              | Forli                          | Aristophanes                   | Aristophanes     |
| 母 Starry Dreamer | 母の母Lara's Star              | Forli                          | Trevisa                        |                  |
| 母 Starry Dreamer | 母の母Lara's Star              | True Reality                   | Round Table                    | Round Table      |
| 母 Starry Dreamer | 母の母Lara's Star              | True Reality                   | Secret Promise                 |                  |
| 母系(F-No.)       | (FN:F4-r)                      | (FN:F4-r)                      | (FN:F4-r)                      | [ § 2 ]          |
| 5代内の近親交配   | Northern Dancer2×5 Hyperion5×5 | Northern Dancer2×5 Hyperion5×5 | Northern Dancer2×5 Hyperion5×5 | [ § 3 ]          |
| 出典              | 1. 2. 3.                       | 1. 2. 3.                       | 1. 2. 3.                       | 1. 2. 3.         |

母 Starry Dreamer はアメリカで31戦6勝。勝ちこそないもののG1時代のガゼルステークス（当時はガゼルハンデ）での2着を筆頭にグレードレースで6度の2着がある活躍馬。半兄 Ecclesiastic （父Tapit）・半妹 Teammate（父 A.P. Indy）もそれぞれグレードレースで2勝している。母父 Rubiano は現役時代 G1 3勝の活躍馬で種牡馬としては数頭のグループレース勝ち馬を出してそこそこの成功を収めた。代表産駒は米フューチュリティステークス勝ちの Burning Roma 。